# Ingo Eichmann
Ingo Karl Ludwig Wilhelm Alexander Eichmann (* 20. April 1901 in Ströhen; † 28. Dezember 1988 in Hamburg) war ein deutscher Gestapobeamter und SS-Führer.

## Leben
Eichmann absolvierte nach dem Schulbesuch eine kaufmännische Ausbildung und war ab 1921 bei der Hamburger Schutzpolizei beschäftigt. Dort besuchte er ab 1929 einen kriminalpolizeilichen Lehrgang und wurde bis zum Major der Schutzpolizei befördert. Er engagierte sich im Kampfbund Roland, der die Polizei in Hamburg nationalsozialistisch unterwandern wollte. Wegen „nationalsozialistischer Umtriebe“ wurde sein Dienst bei der Polizei beendet.
Nach der nationalsozialistischen Machtübernahme konnte Eichmann sein Dienstverhältnis bei der Hamburger Polizei wieder aufnehmen und wurde im Mai 1933 zur Hamburger Staatspolizei versetzt. Unter Kriminalkommissar Peter Kraus gehörte er einem Fahndungskommando an, das in die polizeiliche Verfolgung von Kommunisten und Sozialdemokraten involviert war. Ab 1938 leitete der nun zum Regierungsrat beförderte Eichmann bei der Staatspolizeileitstelle Hamburg die Abteilung für Spionage und Landesverrat (Inspektion 5) und wurde Stellvertreter des Hamburger Gestapoleiters.
Eichmann trat zum 1. Mai 1933 der NSDAP (Mitgliedsnummer 3.039.348) und später der SS bei (SS-Nummer 310.196), in der er im Oktober 1938 bis zum SS-Sturmbannführer aufstieg.
Nach Beginn des Zweiten Weltkrieges übernahm Eichmann von Karl Haselbacher die Leitung der Kieler Gestapo. In dieser Funktion setzte er in Kiel die Verhaftung von Gegnern des NS-Regimes um, die in der A-Kartei geführt wurden. Nach einem vorbereitenden Lehrgang der Sicherheitspolizei in Pretzsch wurde er nach dem Überfall der Wehrmacht auf Norwegen im Rang eines SS-Sturmbannführers nach Norwegen versetzt. Hier übernahm er im April 1940 die Leitung der Außenstelle Trondheim des Kommandeurs der Sicherheitspolizei und des SD (KdS) Nord mit Sitz in Oslo. Im September wurde er dort von SS-Sturmbannführer Hermann Ling (1899–1945) abgelöst. Anschließend kehrte er auf seinen Leitungsposten bei der Kieler Gestapo zurück, den er bis Ende Juli 1941 innehatte. Danach war er als Abschnittskommandeur der Schutzpolizei in Hamburg-Altona eingesetzt, bis er 1942 als Kommandeur der Ordnungspolizei nach Rennes abkommandiert wurde.
Nach Kriegsende wurde Eichmann in Hamburg als Mitläufer entnazifiziert. Er betrieb wiederholt erfolglos seine Wiedereinstellung bei der Hamburger Polizei und erhielt keine Pension.